# みかくにん ゆーほーくん
「みかくにん ゆーほーくん」は、曽山一寿によるギャグ漫画。雑誌『コロコロイチバン!』（小学館）にて、シリーズ通じて2015年4月号から2020年3月号まで連載された。

## 概要
この作品は2010年代前半頃、担当編集者から「でんぢゃらすじーさんは作者の曽山君にしか面白くできないのがダメなところ」「でんぢゃらすじーさんは漫画以外は厳しい(アニメ版は漫画に勝てていない)」「誰が扱っても面白くなるキャラクターを作りなさい」と課題を指摘されて描いた作品である。コロコロコミックのアンケートでは終始5位から7位程度と、漫画として悪くはなかったが雑誌の主軸にはなれなかった。この作品を書いていた頃の曽山は、どんな形でもよいので声優作品化、立体フィギュア化させることを目標としていたが、達成はできなかった。だが曽山が「誰が扱っても面白くなるキャラクターを作る」という課題に向けてもがき苦しんだ経験は、のちのYouTube版『絶体絶命でんぢゃらすじーさん』に活かされた(2023年7月時点)。

## 登場キャラクター

### メインキャラクター
ゆーほーくん
本作の主人公であるUFO型の宇宙人。
宇宙小学校の宇宙遠足で地球に来たものの、帰りのバスに乗り遅れて地球に取り残されることになってしまった。
好物は焼きそば。「だっちゅーの☆」と「～だほぅ☆」が口癖。1日30分間の充電をしないと電池が切れる。
天地 球介（あまち きゅうすけ）
本作のツッコミ担当の男の子。ゆーほーくんからは「キュースケ」と呼ばれている。
ゆーほーくんと出会い仲良くなるが、ゆーほーくんのせいで散々な目にあうことも少なくない。

### サブキャラクター

#### 地球人
球助ママ
球助の母親。普段は厳しくも優しいが、本気で怒ると怖い。
球助パパ
球助の父親。仕事で中々家に帰って来れないらしい。
怖井戸（こわいど）
球助のクラスの元担任。常にジャージ姿で竹刀を持っている。校則には非常に厳しく、校則を破った生徒は容赦なく竹刀で叩くため、生徒たちから恐れられている。ゆーほーくん曰く、「べんじょもどき星人」という宇宙人にそっくりらしい。
実はヅラであり、ゆーほーくんによって生徒達の前でヅラであることをバラされた挙げ句、散々な醜態を晒した末に入院する羽目になる。
音梨 ひより（おとなし ひより）
入院した怖井戸の後任で、現在の球助のクラスの担任である女性教師。
怖井戸とは違って生徒には優しいが、非常に臆病かつ引っ込み思案で声が小さい。実は空手のチャンピオンであり、とんでもない腕力の持ち主。

#### 宇宙人
エンバーン
ゆーほーくんの宇宙小学校での同級生であり、ライバル。ゆーほーくんに仕返しをするべく地球までやって来た。手の込んだ意地悪もするが、根はそこそこ良い奴。「～だっツーノ★」が口癖。
ゆーぽん
ゆーほーくんの弟。まだ幼いため、ゆーほーくんやエンバーンに比べると一回りほど体躯が小さく、泣き虫で駄々っ子な面もある。言葉が話せず、「ぽー☆」とだけ鳴いて意思の疎通をはかる。
毒たん
ゆーほーくんの宇宙小学校の友達。医者であるが、少々暗い性格。
ゆーざえもん
ゆーほーくんとゆーぽんの祖父。
きらら
ゆーほーくんの同級生であるツインテールの女の子。見た目は可愛らしいが、宇宙怪獣や柄の悪い極悪宇宙人をデコピンやビンタで瞬殺するほどの怪力の持ち主。かなり惚れっぽい性格だが、ゆーほーくんのことが大好き（ただしゆーほーくん本人にはかなり嫌がられている）。エンバーンからは好かれられている反面、彼には全く興味を示さない。

## 書誌情報
- 曽山一寿『みかくにん ゆーほーくん』小学館〈コロコロコミックス〉、全5巻
  1. 2016年1月28日発売[2]、ISBN 9784091421364
  2. 2017年1月27日発売[3]、ISBN 9784091423535
  3. 2018年2月28日発売[4]、ISBN 9784091425973
  4. 2019年2月28日発売[5]、ISBN 9784091428899
  5. 2020年2月28日発売[6]、ISBN 9784091431844